# Heartbeat of the Earth
Heartbeat of the Earth – czwarty studyjny album brytyjskiej grupy Inkubus Sukkubus, który został wydany w roku 1996 przez Ressurection Records. Jest to zarówno najdłuższy jak i najlepiej sprzedający się album zespołu. Trzy utwory z płyty (Sabrina, Love Spell oraz Prince Of Shadows) zostały później zaprezentowane w wersji akustycznej podczas koncertu grupy w lekko zmienionym składzie (jako Maude Bowen & The Squire's Men) podczas kameralnego koncertu w Cheltenham. Tytułową piosenkę zespół odegrał na żywo w 1996 roku podczas występu dość znanym brytyjskim programie The Big Breakfast.

## Spis utworów
1. Heartbeat of the Earth – 5:13
2. Young Lovers – 6:40
3. Underworld – 5:07
4. Prince of Shadows – 4:31
5. Craft of the Wise – 4:03
6. Corn King – 3:28
7. Witch Hunt – 5:20
8. Fire of Love – 3:36
9. Love Spell – 3:32
10. Song For Our Age – 4:28
11. Intercourse With the Vampyre – 4:41
12. Sabrina – 4:06
13. Catherine – 3:14
14. Take My Hunger – 5:41

Większość tekstów została napisana przez Candię Ridley i Tony'ego McKormacka